# Абел Кируи
Абел Кируи (на английски: Abel Kirui) е бегач на дълги разстояния от Кения.

## Спортна кариера
През 2006 г. заема шесто място на берлинския полумаратон с време 1:01:15 ч. и девети на берлинския маратон с време 2:17:47 ч. През 2007 г. печели полумаратона в Падерборн („Paderborner Osterlauf“) с време 1:01:32 ч. и става трети на маратона във Виена с време 2:10:41 ч. Той подобрява времето си на полумаратона в Ротердам (1:00:11 ч.) и става шести. На берлинския маратон печели второ място с време 2:06:51 ч. след Хайле Гебреселасие, който поставч световен рекорд. През 2008 г. на маратона във Виена постав рекорд на тази отсечка с време 2:07:38 часа.
През 2009 г. подобрява своето лично постивение с време 2:05:04 ч. и печели трето място на маратона в Ротердам, като достига с това време ранг шести във вечната световна ранглиста. Четири месеца по-късно печели златен медал в маратона на световното първенство по лекаатлетика в Берлин с време 2:06:55 ч. На световно първенство по лека атлетика в Тегу повтаря своя успех с време 2:07:38 ч.
През 2012 г. на летните олимпийски игри в Лондон печели сребърен медал с време 2:08:27.

## Лични данни
Абел Кируи е семеен и има две деца. Той член на Църквата на адвентистите от седмия ден и посещава богослуженията с неговото семейство. Неговата майка, която сама го е отгледала, го впечатлила като дете, тьй като се е молила всяка сутрин. Тази обичай става негов след време.
Абел Кируи е финансирал строежа на една църква в Кения и планира да спонсорира създаването на адвентистко училище, както и болница.
През миналото той е наблюдавал самолети и мечтал един ден да лети с тях, докато му е станало ясно, че тази мечта никога няма да се сбъдне, но той казва в тази връзка: „моят достъп до света е бягането“.

## Лични постижения
- 10 000 метра: 28:16.86 мин., 28 юни 2008 г., Найроби
- полумаратон: 1:00:11 ч., 9 септември 2007 г., Ротердам
- маратон: 2:05:04 ч., 5 април 2009 г., Ротердам